# Vento solar

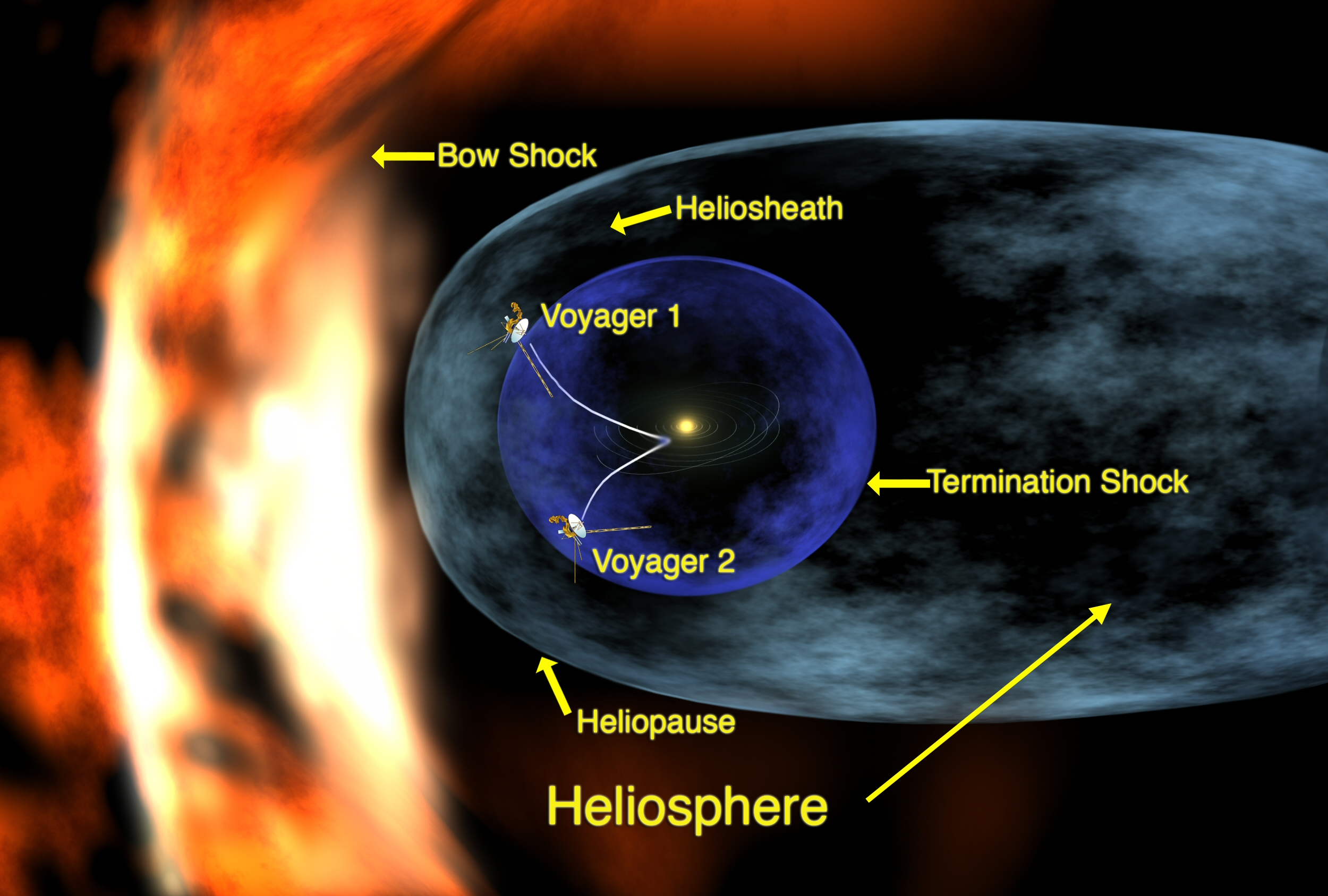
O plasma do vento interestelar encontrando o vento solar; a fronteira entre ambas as regiões é denominada de heliopausa.

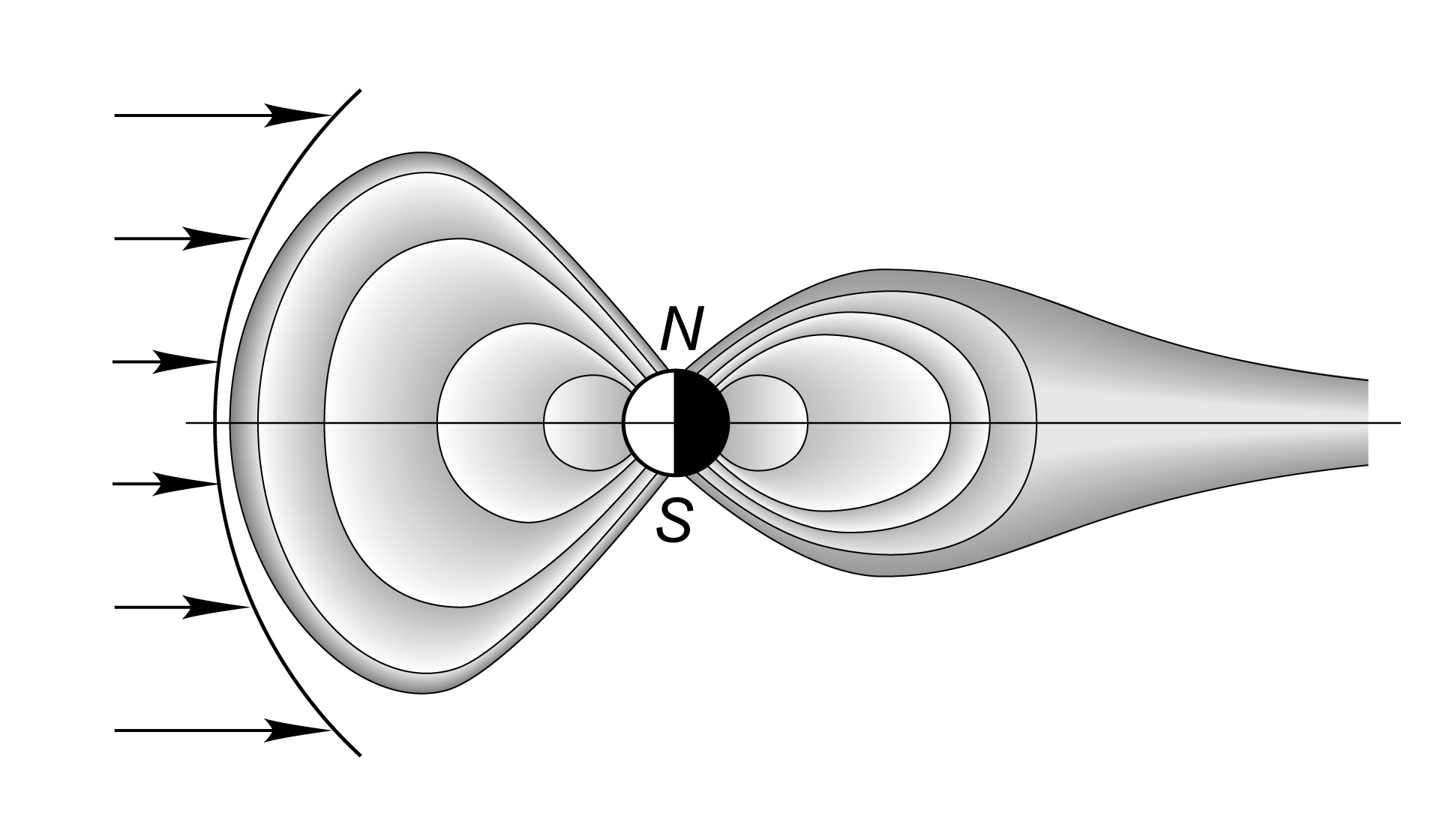
Vento solar na magnetosfera.

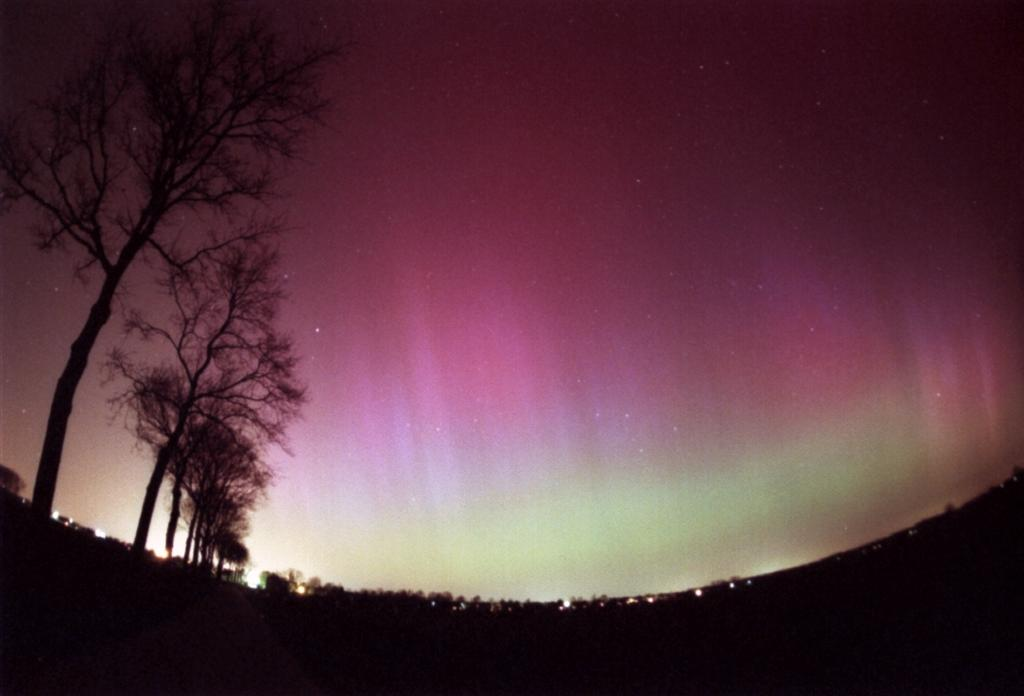
Aurora polar causada pela deflexão do vento solar na alta atmosfera terrestre.

O vento solar é a emissão contínua de partículas carregadas provenientes da coroa solar. Essas partículas podem ser
elétrons e prótons, além de subpartículas como os neutrinos. Próximo da Terra, a velocidade das partículas pode variar entre 400 e 800 km/s, com densidades próximas de 10 partículas por centímetro cúbico. Variações na coroa solar, devido à rotação do Sol e às suas atividades magnéticas, tornam o vento solar variável e instável, exercendo influência nos gases ao redor da estrela e planetas próximos a esta.
 No espaço próximo à Terra, observa-se que o vento solar lento tem uma velocidade de 300 a 500 km/s, uma temperatura de ~105 K e uma composição que se aproxima da corona.
Exemplos dos efeitos do vento solar são as caudas cometárias, que têm a sua orientação definida pela direção do vento solar, e alterações nos campos magnéticos planetários (magnetosfera), já que defletem as partículas e impedem-nas de chegar às superfícies dos planetas. Com efeito, a deflexão das partículas do vento solar varia conforme o campo magnético do planeta: quanto maior a intensidade magnética, maior será a deflexão. Quando ocorrem as explosões na superfície do Sol, aumenta a emanação de radiação e a densidade de partículas carregadas cresce, o que gera uma tempestade magnética que deforma a magnetosfera e produz fenômenos como as auroras polares.
Além de influir na propagação das ondas de rádio, o vento solar tem também efeitos no comportamento da atmosfera da Terra, pois as partículas carregadas podem alterar a ionização na alta atmosfera e, consequentemente, aumentar a possibilidade de tempestades magnéticas. O mecanismo exato da formação do vento solar não é conhecido, sabendo-se que é composto por plasma de elétrons, prótons, subpartículas e partículas carregadas de átomos ionizados mais pesados que, presumivelmente, são acelerados pelas reações termonucleares do Sol em todas as direções e a velocidade elevadas (aproximadamente 400 km/s).
Como o vento solar é responsável pelo surgimento de caudas nos cometas e pela forma do halo magnético em torno dos planetas, pode ter também efeitos mensuráveis no rastro de voo de veículos espaciais; sua composição reflete a da coroa solar. Quando as erupções solares são violentas, podem resultar em tempestades geomagnéticas na Terra; estas influem diretamente no clima do planeta.

## Aceleração
Enquanto os primeiros modelos do vento solar se baseavam principalmente em energia térmica para acelerar o material, na década de 1960 estava claro que a aceleração térmica sozinha não explica a alta velocidade do vento solar. Um mecanismo adicional de aceleração desconhecido é necessário e provavelmente está relacionado a campos magnéticos na atmosfera solar.

## Observações
Feito de plasma, o vento solar flui a velocidades de até 900 km/s e a uma temperatura de 1 milhão de graus (Celsius). As primeiras observações da magnetosfera terrestre foram efectuadas pelo satélite IMAGE (Imager for Magnetopause to Aurora Global Exploration) entre Março de 2000 e Dezembro de 2005.  Mais perto da fonte do vento solar, a Parker Solar Probe viu um sistema ativo e complicado. A sonda detectou a rotação do vento solar a mais de 32 milhões de quilômetros do Sol. A rotação parece aumentar à medida que se aproximava do ponto de periélio. A sonda também fez a transição mais rapidamente do que o previsto para um fluxo externo, o que ajuda a mascarar esses efeitos a cerca de 150 milhões de quilômetros do Sol.